# آرکادی هاروتیونیان (هنرپیشه)
آرکادی هاروتیونیان (ارمنی: Արկադի Հարությունյան؛  ۲۷ ژوئیهٔ ۱۸۶۹ – ۱۹۳۶) یک بازیگر اهل ارمنستان بود. وی بین سال‌های ۱۹۲۶ تا ۱۹۴۰ میلادی فعالیت می‌کرد.

## زندگی‌نامه
وی در ۲۷ ژوئیه ۱۸۶۹ در تفلیس به دنیا آمد . وی همچنین برندهٔ جوایزی همچون هنرمند شایسته ارمنستان شوروی شده‌است. وی در در سن ۱۹۳۶ سالگی در ایروان درگذشت.

## گزیده فیلمشناسی
از فیلم‌ها یا برنامه‌های تلویزیونی که وی در آن نقش داشته‌است می‌توان به شور و شورشور، گیکور (فیلم ۱۹۳۴)، افراد مزرعه اشتراکی ما، اشاره کرد.